# Кандереп (деревня)
Кандереп — деревня в Болотнинском районе Новосибирской области. Входит в состав Варламовского сельсовета.

## География
Площадь деревни — 49 гектаров.

## История
Основана в 1908 году. В 1926 году деревня состояла из 94 хозяйств, основное население — русские. В административном отношении являлась центром Кандерепского сельсовета Болотнинского района Томского округа Сибирского края.

## Население
| 2002 | 2007 | 2010 |
| ---- | ---- | ---- |
| 68   | ↘48  | ↘27  |

## Инфраструктура
В деревне по данным на 2007 год отсутствует социальная инфраструктура.